# Powiat Higashikunisaki
Powiat Higashikunisaki (jap. 東国東郡 Higashikunisaki-gun) – powiat w Japonii, w prefekturze Ōita. W 2024 roku liczył 1552 mieszkańców.

## Miejscowości
- Himeshima